# Навенахеві
Навенахеві (груз. ნავენახევი) — село в Грузії.
За даними перепису населення 2014 року в селі проживає 327 осіб.